# 纸片马力欧：折纸国王
《紙片瑪利歐：摺紙國王》是一款由Intelligent Systems开发、由任天堂在任天堂Switch游戏机上发行的跨类别游戏。本游戏是马力欧系列之下的纸片马里奥系列的第6部作品，于2020年7月17日在全球发行，支持繁简中文。游戏讲述了马力欧等人在蘑菇王国当中冒险，解除围绕着桃花公主城堡的五条神祇胶带，以防止蘑菇王国变成折纸世界的故事。
本作融合了角色扮演游戏、动作冒险游戏和解謎遊戲的元素。玩家操纵马力欧在一片完整的遊戲地圖中探索。游戏的战斗系统为回合制，玩家需要在一块圆环形的拼板上进行解谜。拼板被划分为内外4圈和12个扇形，敌人分散在这48个格子内。玩家可以沿着某一圈转动圆环，或者沿着正对的某一对扇形滑动圆环，目标是将敌人排列成特定阵型，以更快消灭敌人。
与系列的先前作品相比，本作在开发过程中更注重于创新。开发团队从与纸相关的事物当中选取了前作未使用过的折纸与彩色纸屑作为游戏的中心。开发团队改变前作完全线性流程的玩法，将本作设计成具有开放世界元素，还使用了与马力欧世界观无关的办公用品作为敌人。Intelligent Systems希望借助这些全新的游戏概念来满足所有粉丝的需求。本作正在开发的消息在2020年年初便被泄露，任天堂原定在2020年E3电子娱乐展上将本作作为《超级马力欧兄弟》发售35周年纪念活动的一环公之于世，但因2019冠状病毒病疫情而变更计划。
评论者赞扬了本作的剧本、设计、人物、音乐和游戏机制，但批评本作背离了系列最初的角色扮演路线。本作的战斗拼板系统获得了褒贬不一的评价，评论者赞赏该系统的创新之处，但批评其过于困难且意义不明。截至2020年9月底，游戏售出了近300万份，成为纸片马里奥系列中销售最快的作品，跻身畅销任天堂Switch游戏之列。
此外，本作後來在2023年的《超級舞動 瓦利歐製造》也有以小遊戲樣貌出現。

## 游戏系统

马力欧朝一个空心洞抛洒神祇片来进行修复。他的身后有一只折纸形状的黄狗，是一只被折起来的奇诺比奥

《紙片瑪利歐：摺紙國王》是一款跨类型电子游戏，融合了角色扮演游戏、动作冒险游戏和解謎遊戲的元素。玩家控制平面纸片风格的马力欧，在一个由纸片和纸板构成的具有线性流程的开放世界当中进行探索。游戏的大反派是由折纸做成的奧利王，玩家的主要目标是解除由他创造出来的五条神祇胶带。在游戏过程中，玩家将依次解除各条胶带，每一条胶带都需要玩家在一块广袤的地图中进行探索和解谜。
在游戏中，马力欧可以收集金币。收集到的金币可以用来购买各种道具，例如战斗用的武器和辅助玩家进行收藏品收集的道具。在本作中，奇诺比奥也是一种收集品。他们被反派折成了折纸，或者单纯地被揉成一团，需要马力欧解救。马力欧还能与游戏中的非玩家角色进行互动，一些非玩家角色甚至会短暂加入马力欧的队伍中一同冒险，协助马力欧战斗或解谜。在游戏的一些特定位置，马力欧可以使用名为“神祇之手”的技能，撕开由纸片构成的场景来进行解谜。游戏场景中还有很多空心洞，马力欧可以通过抛洒神祇片的方式来修补这些空心洞。

玩家可转动和滑动拼板来排列敌人的位置。如果排列成功，马力欧的攻击力将会提升

玩家在游戏地图中接触到敌人时，便会进入游戏的战斗场景。战斗区域形如飞镖盘：马力欧身处圆盘区域的中心；中心向外则是4个同心圈，每圈又划分为12个扇形格；敌人散布在这些网格中，每个敌人占据其中一格。战斗基于回合制。在玩家的回合开始之时，玩家可以沿着拼板的某一圈进行转动，也可以沿着正对的某一对扇形进行滑动，目标是将敌人排列成特定的阵型。但玩家在一个回合中可以操作拼板的次数存在限制，且必须在指定时间内完成。玩家完成拼板操作后，便可以使用锤子对一个靠近圆环中心的2×2区域中的敌人发动攻击，也可以使用靴子对一个1×4扇形区域内的一列敌人发动攻击。玩家也可以不使用锤子或靴子，而使用其他攻击道具，或回复生命值的道具。玩家若能在排列阶段将敌人全部排列成1×4或2×2的阵型，则可以提升攻击力。马力欧可以耗费一定金币呼喊他曾经解救过的奇诺比奥协助战斗。依消耗金币的数量不同，奇诺比奥可以对敌人造成一定伤害、部分回复马力欧的生命值、给予马力欧攻击道具，甚至辅助玩家操作拼板。玩家回合结束后在场的所有敌人会依次攻击马力欧，随后开启下一个玩家回合。玩家在战斗胜利后会得到金币作为奖励。
游戏的BOSS戰与普通战斗类似，但是敌人位于圆环的中间，马力欧位于圆环之外。在圆环的格子中散落着多种面板；玩家需要转动和滑动其中的箭头面板，为马力欧拼出接近敌人的路径。马力欧从他面前的箭头出发，遇到箭头便改变移动方向，在移动中收集其他面板和道具，直到路径结束或发动攻击。马力欧在经过行动面板时便可发动攻击，也能在经过被激活的魔法阵面板时发动神祇之手等魔法攻击。魔法阵面板需要马力欧经过一个写有“启动”的启动面板才能激活。散落在圆环中的其他物品包括提升攻击力的面板、提示敌人弱点的信封、金币和生命值等。每个BOSS均有其对应的特色，需要玩家按照特定方式击败。例如游戏的第一个BOSS地神祇形如乌龟，玩家在对抗它时必须先攻击其四肢和尾巴令其缩入壳中，然后才能对其造成大量伤害。

## 剧情
马力欧与路易吉二人应桃花公主之邀来到奇诺比奥镇参加折纸祭典，却发现城堡被奧利王占领，身为纸片的桃花公主变成了折纸并被洗脑，奇诺比奥镇也被荒废，就连酷霸王和他的军团也未能幸免。马力欧在城堡地下救出了酷霸王，还找到了奧利王的妹妹奧莉维亚。奧利王想将世界变为折纸，奧莉维亚想阻止他的阴谋。奧利王将城堡用五条神祇胶带包围，转移到附近一座火山上。马力欧一行人勉强逃离，但仍与酷霸王和路易吉失散。
马力欧和奧莉维亚踏上了解除所有神祇胶带并击败奧利王的旅程。他们救下了许多被折成各种形状的奇诺比奥，还找到了路易吉，随后便与路易吉分头行动。一路上有多位同伴加入或离开队伍。其中一位同伴是炸弹兵，他起初失去了自己的记忆，但后来恢复记忆，并在奧莉维亚被岩石压在底下时选择自爆炸开岩石而牺牲。在大海上，马力欧一行人发现了折纸工匠的住所。马力欧得知折纸工匠为准备折纸祭典而折出了奧利并赋予其生命，但奧利随后便将折纸工匠关在墙壁中并折出了奧莉维亚。在马力欧和奧莉维亚的努力下，他们击败了奧利王的手下——“文具军团”，五条神祇胶带也均被解除。马力欧与酷霸王汇合，并在酷霸王军团的帮助下前往被占领的桃花公主城堡。
奧利王将桃花公主城堡变成了折纸城堡，并且还已经折出了999只紙鶴，而集齐1000只纸鹤能给予他满足任何愿望的机会。奧利王对奇诺比奥怀恨在心，并希望将他们全部变成普通白纸，而这一切的起因是折纸工匠在用来折出奧利的纸上写过东西。马力欧击败了奧利王，随后奧利王死亡，变回普通纸张。在奧利王死前，奧莉维亚阅读了写在他身上的文字，发现是折纸工匠对奧利王的寄语，希望他成为贤明的君主。路易吉把折纸工匠带来，奧莉维亚应奧利的要求在折纸工匠的指导下把奧利王折成了最后一只纸鹤。奧莉维亚许愿将奧利折出的所有东西复原，救出了桃花公主，将世界恢复原样，但是奧莉维亚也因而变回了普通的纸张。游戏以众人参加折纸祭典作结。

## 開發

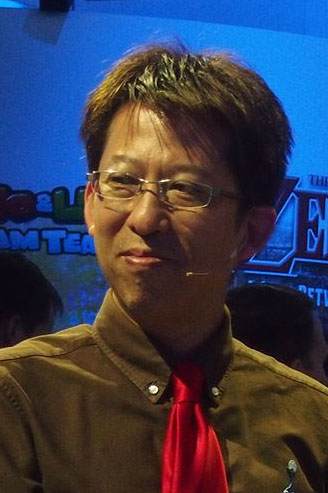
制作人田边贤辅，拍摄于2013年E3电子娱乐展

本作與紙片瑪利歐系列以往作品一樣，由Intelligent Systems負責主要的開發工作。尽管宫本茂曾参与系列早期作品的开发工作，但本作的制作人田边贤辅称，他几乎没有干预本作，游戏开发过程几乎完全由开发者掌控。
2020年初即有消息流出，称紙片瑪利歐系列新作遊戲将登陆任天堂Switch平台。根據Eurogamer報導，任天堂原先計劃於2020年E3电子娱乐展上發表該作，並作為超級瑪利歐系列35週年紀念活動的一環，但该計畫因嚴重特殊傳染性肺炎疫情肆虐而被打断。2020年5月14日，任天堂通过宣传片正式公开了本作，此时距离游戏发售日7月17日只有两个月。此后任天堂还在日本发行了宣传册。与任天堂提前两天预告新作消息的传统不同，任天堂此次没有任何预告。认为此次突然公开是任天堂仍然在适应居家办公的结果。游戏最初版本含有程序错误，会导致玩家无法继续游戏，任天堂于8月5日将之全数修正。8月28日，任天堂将奥莉维亚、奥利王和折纸桃花公主作为可收集的命魂加入到《任天堂明星大乱斗 特别版》当中。
本作的制作人之一、来自任天堂的田边贤辅称他“挑战自己”创造出了与系列前作不一样的游戏元素。他重复利用前作的点子直到极致，但同时希望为系列的粉丝创造全新的游戏体验，因而本作的游戏玩法与前作《色彩噴濺》有很大不同。为了创造与传统的瑪利歐游戏不同的游戏体验，田边贤辅在搜索没用过的点子的时候想到了折纸，Intelligent Systems想到了彩色纸屑，二者共同成为了本作的两大主题。

### 角色

游戏当中的一件收藏品，展示了折纸桃花公主的设计迭代过程。这些中间产物没有被用在游戏中

自任天堂3DS上的《超级贴纸》开始，任天堂便不允许游戏内的原创角色为瑪利歐系列当中已有角色在年龄与性别上的变种；游戏中出现的原创角色也不能进入瑪利歐系列的世界观当中。本作角色设计经过了任天堂的知识产权团队的仔细检查，而开发团队得以为游戏中的一些奇诺比奥设计特别的服装以体现他们在游戏中的特殊身份。田边贤辅称他有意让变成折纸的桃花公主散发出残忍的气场，目的是吸引成年受众。在游戏开发的初期他便想象了变成折纸的桃花公主接近马力欧的场景，并将它放进了游戏的开场动画中。为了保证每个角色变成折纸后均可辨认，游戏的美术团队对每一个角色都进行了仔细的分析，以决定使用角色的正视图还是侧视图来制作其折纸版本。为了让折纸角色看上去更为接近折纸，制作团队还用真实的折纸制作了角色的模拟版本。
文具军团便是使用与瑪利歐系列的世界观无关的角色的例子。开发团队选取了“每个人在一生中都曾用到过”的物品来出演这些不涉及瑪利歐世界观的角色。田边贤辅在设计这些角色的过程中利用了他在童年时期使用这些工具的经验，并根据它们的功能来设计它们的弱点。例如，敲击打孔机的后背能够令其吐出被裁下的纸片。他还根据儿童的想象来确定这些反派的攻击方式。例如，彩色铅笔的攻击方式为将铅笔当作导弹发射，因为二者形状相似。
开发团队构思的第一个同伴角色是炸弹兵，开发团队希望让它能拥有更多令人印象深刻的事件，而不是复杂的背景故事。本作随玩家游戏进行而塑造同伴角色。在与的采访当中，田边贤辅称炸弹兵已经与奧莉维亚一样令人难忘。之后，开发团队一直根据游戏的事件来选择适合对应场景的角色。唯一的例外是酷霸王Jr.，在开发团队决定好为他安排什么戏份之前便已决定出场。这是因为来自Intelligent Systems的另一位制作人强烈希望游戏当中有“儿子拯救父亲”的桥段。
在设计奧莉维亚的过程中，开发团队希望赋予她尽可能丰富的性格。田边贤辅指出大多数协助主人公的角色都是教程人物，没有太多性格，因而他打算设计出一个尽可能乐观开朗的女性角色。制作团队以一位日本女演员为原型设计角色，到开发末期的时候为她编写对话已经变得十分轻松，就像“角色自己在说话”一样。

### 剧本
在撰写对话之前，开发团队先设计了游戏地图。开发团队对游戏中每一个场景、每一个情节都确立了玩家在该处应当抱有的情感，例如感到震惊或充满激情。他们还决定了游戏中每一个场景的表现形式，例如过场动画、角色对白或迷你游戏。在设计迷你游戏的时候，制作团队与任天堂紧密协作，以保证其游戏规则和游戏难度与玩家的情感历程相符。

### 设计

魔方是本作战斗系统的灵感来源

前作《色彩喷溅》的总监碧山直彦想要创造一个敌人从四面八方接近马力欧来攻击他的战斗系统。田边贤辅在与他交流之后，合作设计出了本作的圆环形的战斗场景。田边贤辅随后为其添加了能够在场景中移动敌人的功能，形成战斗拼板系统。田边贤辅称其灵感来源于魔方，并称其效果很好。为了展示BOSS战的战斗系统，田边贤辅曾在一块白板上画了多个同心圆，使用画有箭头等图案的磁贴来模拟各种面板。BOSS战的战斗系统有意被设计成与常规战系统相反，需要马力欧主动接近敌人。他与助理制作人田端里沙模拟了战斗系统在游戏当中的样子，随后向Intelligent Systems提出了他们的想法。
与前作分章节选关的游戏模式不同，本作采用了开放世界探索的模式。田边贤辅回忆称设计团队在设计地图时非常谨慎，以保证不论玩家身处何处，视野中都有能吸引玩家的东西。在被问到是否考虑过像系列的前三部作品一样让中途加入的同伴永久留在队伍中时，他回答称从未考虑过。他称制作团队为游戏的每个阶段都安排了最合适的同伴角色，并且认为将同伴设计成仅限特定区域可用有助于创造更多令人难忘的时刻。
面对游戏缺少角色扮演游戏的诸多要素的批评，田边贤辅坦承要满足喜欢角色扮演游戏的粉丝的要求是很困难的事情。他不希望忽略休闲玩家的需求，因此他在游戏中加入了很多解谜元素，希望能在满足休闲玩家的同时满足核心玩家。他认为本作同时作为一款动作冒险游戏，在战斗当中必须加入解谜元素，例如玩家如果不仔细观察BOSS、推测BOSS的弱点就无法赢得战斗。田边贤辅称虽然他了解玩家对前作的意见，但无法满足粉丝的所有要求。他将目光放在了新颖的点子上，并且将工作重心放在了能够吸引更广泛受众的游戏元素上。至于系列之后是否会回归最初的角色扮演风格，田边贤辅称他尚未决定。

## 评价
本作获得了游戏媒体的普遍好评。根据评分汇总网站Metacritic的统计，114家媒体为本作打出了80分的综合分数。评论者对本作的赞扬集中在剧本、地图设计、游戏机制等方面，而对本作缺少角色扮演游戏的常见元素感到不满。评论者对本作战斗系统的评价则褒贬不一。
评论者们称赞了游戏的剧本，对每个角色独特而风趣的台词赞赏有加。一些评论者特别称赞了奧莉维亚的乐观向上的性格。Shacknews的编辑奧茲·梅加（Ozzie Mejia）称她能给玩家带来愉悦，并且认为她讲述了一个“在有限的生命中活出意义”的故事。除了奧莉维亚，炸弹兵也获得了评论者的特别关注。来自Gizmodo的貝絲·埃爾德（Beth Elder）对他的牺牲感到悲痛不已，认为这展现了电子游戏在讲述故事方面的独特优势——让玩家“真正与角色联系在一起”。不过《游戏机实用技术》的乌冬认为，和生动的对话相比，游戏剧情则显得薄弱。
此外，评论者还赞扬了游戏在地图设计和游戏机制方面的创新。不少评论者欣赏游戏构建的纸片世界，认为其为游戏锦上添花，且与游戏的故事情节紧密贴合。Destructoid的评论者克里斯·卡特（Chris Carter）认为游戏的线性开放世界式设计与塞尔达传说系列类似。评论者还赞赏了游戏世界中丰富的交互元素如角色与收集品，认为几乎在游戏地图的每个角落都有进行交互的元素。其中，评论者认为在地图中寻找被折起来的奇诺比奥是非常有趣的事情，令人感到愉快。《电子游戏月刊》的评论者指出解救每个奇诺比奥之后触发的对话非常风趣，让玩家在寻找奇诺比奥的过程中不会感到枯燥。游戏的音乐也得到了称赞，评论者们认为其优美、平静、能吸引玩家，与系列前作的音乐一样优秀。
游戏的设计和构想得到了评论者的赞扬，但是评论者们批评本作缺少前作所拥有的角色扮演元素。评论者称赞游戏全新而独特的体验，但是认为其动作冒险部分未能达到如前作《千年之门》一样的高度。本作因缺少经验值系统而常常被批评。
游戏的战斗系统得到了褒贬不一的评价。多数评论者认为本作的战斗系统具有新意，在基础的回合制模式下加入了有趣的内容。评论者们尤为称赞BOSS战的系统。然而，也有多数评论者批评本作的战斗缺乏对玩家的正反馈，战斗拼板有时过于简单，有时过于困难。IGN的评论员卡姆·謝伊（Cam Shea）认为本作战斗系统的概念非常新颖，但是缺乏意义，甚至给玩家造成了不便。Kotaku的评论员克里斯·科勒（Chris Kohler）则认为虽然战斗结束后奖励的金币有时让玩家觉得这场战斗是值得的，但是不如奖励经验值。
在游戏中，马力欧解救的第一位奇诺比奥向马力欧控诉他的遭遇，指出他们需要“自由”与“人权”。但是在游戏的中文版本中，相关词语被替换成了与纸片相关的“平整的外表”和“安逸的生活”，引发争议。有网友质疑任天堂在进行翻译时为避免触犯《香港国安法》而选择自我审查，刻意回避相关内容。但是这种说法引发了其他网友的批评，认为游戏未在中国大陆正式发售，中国政府不可能干预任天堂，被修改的内容只是在玩文字游戏。任天堂则对此不予置评。

### 销量
游戏在发售后首周在英国获得了销量第二的成绩，仅次于《對馬戰鬼》。在日本，本作也在首周凭借109,092份的销量成为当周销量第二。根据NPD销量榜单的记载，本作在其发售首月2020年7月的销量排名为第三名，创下了该系列首月的销量记录。其中在美国，游戏实体版的销量是系列前作《超级纸片马力欧》的两倍。在2020年7月，本作在亚马逊网站上成为当月销量最高的任天堂Switch游戏。截至2020年9月底，游戏已经售出了近300万份，成为纸片马里奥系列中销售最快的作品，跻身畅销任天堂Switch游戏之列。2021年3月時銷量已達312萬份，截至同年12月時增加至334萬份。

### 奖项与提名
本作先后获得了2020年金摇杆奖和2020年游戏大奖的“最佳家庭游戏”提名，但分别不敌《糖豆人：终极淘汰赛》和《集合啦！动物森友会》。此外，本作还获得了2020年金摇杆奖“年度任天堂游戏”的提名，同样不敌《集合啦！动物森友会》。本作被、和《电子游戏月刊》评为2020年最佳游戏之一。此外，炸弹兵被评为2020年最佳原创电子游戏角色之一。和将本作评为2020年最佳任天堂独占游戏之一，则根据本作的评分将其评为2020年最佳角色扮演游戏之一。
| 年份 | 奖项     | 类别           | 结果 | 参考          |
| ---- | -------- | -------------- | ---- | ------------- |
| 2020 | 金摇杆奖 | 最佳家庭游戏   | 提名 | [ 76 ] [ 77 ] |
| 2020 | 金摇杆奖 | 年度任天堂游戏 | 提名 | [ 76 ] [ 77 ] |
| 2020 | 游戏大奖 | 最佳家庭游戏   | 提名 | [ 78 ]        |